# Banksia petiolaris
Banksia petiolaris är en tvåhjärtbladig växtart som beskrevs av F. Müll.. Banksia petiolaris ingår i släktet Banksia och familjen Proteaceae. Inga underarter finns listade i Catalogue of Life.